# Caos cosmico
Caos cosmico è un album del chitarrista Federico Poggipollini del 2009. L'anno successivo è uscita un'edizione deluxe ribattezzata Caos cosmico extra.
All'interno dell'album è presente il brano Il chitarrista, cover dell'omonimo brano scritto da Ivan Graziani nel 1983.

## Tracce
1. Intro – 0:17
2. Incredibile potere – 3:14
3. Arcobaleno – 3:16
4. Taxi viola – 3:56
5. 7 minuti – 3:09
6. Occhi di miele – 3:16
7. Un nome c'è – 3:50
8. Indelebile – 4:10
9. Trasversale – 0:40
10. Il chitarrista – 3:27
11. Parole prese in prestito – 4:03
12. Cavaliere elettrico – 3:28
13. Made in Japan – 3:32
14. Una nota – 3:21
15. Sono un uomo – 3:02
16. Berlino – 3:59

## Formazione
- Federico Poggipollini - voce, chitarra, pianoforte
- Marco Magnani - chitarra, cori
- Franco Barletta - basso
- Lucio Morelli - synth, pianoforte
- Ivano Zanotti - batteria
- Tommaso Tram - basso
- Vince Pastano - chitarra
- Alberto Linari - pianoforte
- Giorgio Santisi - basso
- Mel Previte - chitarra